# Esa-Pekka Salonen
Pour les articles homonymes, voir Pekka et Salonen.
Esa-Pekka Salonen ( audio), né le 30 juin 1958 à Helsinki en Finlande, est un compositeur et chef d'orchestre finlandais.

## Biographie

### Formation
En 1977, Esa-Pekka Salonen obtient son baccalaureat de l'école mixte finnoise d'Helsinki.
De 1973 à 1980, il étudie à l'Académie Sibelius, le cor d'harmonie avec Holger Fransman (fi), la composition avec Einojuhani Rautavaara ainsi que la direction d'orchestre avec Jorma Panula. Parmi ses camarades de classe de direction d'orchestre, il y a Jukka-Pekka Saraste, Osmo Vänskä et en classe de composition Magnus Lindberg.
En 1977, il cofonde le Collectif Ears Open, avec Kaija Saariaho, Jouni Kaipainen et Magnus Lindberg.
Esa-Pekka Salonen termine ses études de troisième cycle en composition, en 1979 à Sienne sous la direction de Franco Donatoni et de 1980 à 1981 à Milan sous la direction de Niccolò Castiglioni.

### Carrière
En 1985, il devient directeur musical de l'Orchestre symphonique de la radio suédoise, pendant neuf ans et principal chef invité de l'Orchestre Philharmonia pendant dix ans. Il en prendra en 2008 la direction. Il est nommé en 1992 directeur musical du Los Angeles Philharmonic Orchestra, à la tête duquel il a entrepris, avec succès, de sensibiliser le public à la musique contemporaine, en mêlant savamment les genres et les compositeurs. En 2009, il quitte ce poste en pleine gloire pour regagner son Europe natale.
En 2004, Gerard Mortier annonce vouloir faire de Salonen, l'un des sept « chefs permanents » de l'Opéra de Paris (aux côtés de Sylvain Cambreling, Valery Gergiev, Vladimir Iourovski, Marc Minkowski, Kent Nagano et Christoph von Dohnanyi), lui permettant de débuter à l'Opéra Bastille en 2005, dans Tristan und Isolde de Richard Wagner. Par la suite, Salonen y dirigera un concert symphonique ainsi que la création mondiale d'Adriana Mater, opéra de son amie Kaija Saariaho. L'annulation de la première pour cause de grève l'éloigne toutefois (sans retour jusqu'à nouvel ordre) de l'institution.
Parallèlement à ses activités de chef d'orchestre, Esa-Pekka Salonen est un compositeur renommé. Parmi ses œuvres, citons Wing on Wing, Foreign Bodies, Insomnia, L.A. Variation et son concerto pour piano, créé en 2007 avec l'Orchestre philharmonique de New York. Son concerto pour violon a reçu le Grawemeyer Award en 2012.
En 2011, dans le cadre du Festival Présences, il offre au public parisien un panorama de ses compositions.
Après avoir enregistré en exclusivité pour Sony puis, à partir de 2004, pour Deutsche Grammophon, Esa-Pekka Salonen cofonde son propre label indépendant, Signum. Certains de ses enregistrements ne sont diffusés que par téléchargement sur Internet.
Son répertoire est essentiellement consacré aux XXe et XXIe siècles. Il a notamment dirigé le Verbier Festival Orchestra dans Elektra (de Richard Strauss) à Verbier le 27 juillet 2017.
En 2014, il est lauréat du prix Nemmers en composition musicale. En 2024, il obtient le prix Polar Music.

## Compositions
- 1976 : Hornmusic 1, pour cor et piano
- 1978 : Nachtlieder, pour clarinette et piano
- 1979 : Prologue, pour hautbois, violon, violoncelle et percussion
- 1979 : Goodbye, pour violon et guitare
- 1980 : Concerto pour saxophone et orchestre (...auf den ersten blick und ohne zu wissen...)
- 1982 : Giro, pour orchestre
- 1982 : Floof (Songs of a Homeostatic Homer), pour soprano et ensemble de chambre
- 1982 : Baalal
- 1982 : Yta I, pour flûte alto
- 1992 : Meeting, pour clarinette et clavecin
- 1985 : Yta II, pour piano
- 1986 : Yta III, pour violoncelle
- 1987 : Yta IIb, pour clavecin
- 1992 : Second Meeting, pour piano et hautbois
- 1992 : Mimo II, pour hautbois et orchestre
- 1996 : L.A. Variations, pour orchestre
- 1998 : Gambit, pour orchestre
- 1999 : Five Images after Sappho, pour soprano et ensemble de chambre
- 2000 : Two Songs from Kalender Röd
- 2000 : Dichotomie, pour piano solo
- 2000 : Concert Étude, pour cor
- 2000 : Mania, pour violoncelle et orchestre ou ensemble
- 2001 : Foreign Bodies
- 2002 : Insomnia
- 2002 : Lachen verlernt (Laughing Unlearned), chaconne pour violon
- 2003 : Memoria
- 2004 : Stockholm Diary, pour orchestre
- 2004 : Wing on Wing, pour orchestre et deux sopranos
- 2004 : Invenzione and Chorale
- 2005 : Helix
- 2006 : Catch and Release
- 2007 : Homunculus, pour quatuor à cordes
- 2007 : Concerto pour piano
- 2009 : Concerto pour violon
- 2010 : Nyx
- 2011 : Dona Nobis Pacem, pour chœur a cappella
- 2014 : Karawane, pour orchestre et chœur
- 2017 : Concerto pour violoncelle
- 2019 : Fog pour treize instruments
- 2022 : Sinfonia concertante pour orgue et orchestre